# Boulaye Dia
Boulaye Dia (Oyonnax, 16 de noviembre de 1996) es un futbolista franco-senegalés que juega de delantero en la S. S. Lazio de la Serie A.

## Trayectoria
Dia comenzó su carrera en el Jura Sud Foot, en el que marcó 15 goles en 21 partidos, lo que hizo que otros clubes se fijasen en él, fichando finalmente por el Stade de Reims de la Ligue 1.
Debutó como profesional, en la Ligue 1, el 20 de octubre de 2018, en un partido frente al Angers SCO.
Tras tres años en el club, el 13 de julio de 2021 fue traspasado al Villarreal C. F. con el que firmó por cinco temporadas. Completó una de ellas antes de ser cedido a la U. S. Salernitana 1919 en agosto de 2022. Una vez finalizó la campaña siguió en el equipo italiano después de que este ejecutara la opción de compra.
El 16 de agosto de 2024 la S. S. Lazio anunció su llegada como cedido por dos años con obligación de compra si se cumplían determinadas condiciones.

## Selección nacional
En marzo de 2022 marcó el gol que permitió a Senegal igualar la eliminatoria de clasificación para el Mundial 2022 ante Egipto que se acabaron llevando los senegaleses en la tanda de penaltis.

## Estadísticas

### Clubes
Actualizado al último partido disputado el 7 de noviembre de 2024.
| Club                            | Div.          | Temporada     | Liga  | Liga  | Liga   | Copas nacionales | Copas nacionales | Copas nacionales | Copas internacionales | Copas internacionales | Copas internacionales | Total | Total | Total  |
| Club                            | Div.          | Temporada     | Part. | Goles | Asist. | Part.            | Goles            | Asist.           | Part.                 | Goles                 | Asist.                | Part. | Goles | Asist. |
| ------------------------------- | ------------- | ------------- | ----- | ----- | ------ | ---------------- | ---------------- | ---------------- | --------------------- | --------------------- | --------------------- | ----- | ----- | ------ |
| Jura Sud Lavans Francia         | 4.ª           | 2017-18       | 21    | 15    | 0      | 0                | 0                | 0                | ―                     | ―                     | ―                     | 21    | 15    | 0      |
| Jura Sud Lavans Francia         | Total club    | Total club    | 21    | 15    | 0      | 0                | 0                | 0                | 0                     | 0                     | 0                     | 21    | 15    | 0      |
| Stade de Reims II Francia       | 4.ª           | 2018-19       | 6     | 2     | 1      | ―                | ―                | ―                | ―                     | ―                     | ―                     | 6     | 2     | 1      |
| Stade de Reims II Francia       | Total club    | Total club    | 6     | 2     | 1      | 0                | 0                | 0                | 0                     | 0                     | 0                     | 6     | 2     | 1      |
| Stade de Reims Francia          | 1.ª           | 2018-19       | 18    | 3     | 0      | 3                | 1                | 0                | ―                     | ―                     | ―                     | 21    | 4     | 0      |
| Stade de Reims Francia          | 1.ª           | 2019-20       | 24    | 7     | 1      | 4                | 1                | 0                | ―                     | ―                     | ―                     | 28    | 8     | 1      |
| Stade de Reims Francia          | 1.ª           | 2020-21       | 36    | 14    | 1      | 1                | 2                | 0                | 2                     | 0                     | 0                     | 39    | 16    | 1      |
| Stade de Reims Francia          | Total club    | Total club    | 78    | 24    | 2      | 8                | 4                | 0                | 2                     | 0                     | 0                     | 88    | 28    | 2      |
| Villarreal C. F. · España       | 1.ª           | 2021-22       | 25    | 5     | 5      | 1                | 1                | 0                | 9                     | 1                     | 1                     | 35    | 7     | 6      |
| Villarreal C. F. · España       | Total club    | Total club    | 25    | 5     | 5      | 1                | 1                | 0                | 9                     | 1                     | 1                     | 35    | 7     | 6      |
| U. S. Salernitana 1919 · Italia | 1.ª           | 2022-23       | 33    | 16    | 6      | 0                | 0                | 0                | ―                     | ―                     | ―                     | 33    | 16    | 6      |
| U. S. Salernitana 1919 · Italia | 1.ª           | 2023-24       | 17    | 4     | 0      | 1                | 0                | 0                | ―                     | ―                     | ―                     | 18    | 4     | 0      |
| U. S. Salernitana 1919 · Italia | 1.ª           | 2024-25       | 0     | 0     | 0      | 1                | 2                | 1                | ―                     | ―                     | ―                     | 1     | 2     | 1      |
| U. S. Salernitana 1919 · Italia | Total club    | Total club    | 50    | 20    | 6      | 2                | 2                | 1                | 0                     | 0                     | 0                     | 52    | 22    | 7      |
| S. S. Lazio · Italia            | 1.ª           | 2024-25       | 10    | 4     | 2      | 0                | 0                | 0                | 4                     | 2                     | 0                     | 14    | 6     | 2      |
| S. S. Lazio · Italia            | Total club    | Total club    | 10    | 4     | 2      | 0                | 0                | 0                | 4                     | 2                     | 0                     | 14    | 6     | 2      |
| Total carrera                   | Total carrera | Total carrera | 190   | 70    | 16     | 11               | 7                | 1                | 15                    | 3                     | 1                     | 216   | 80    | 18     |

## Palmarés

### Títulos internacionales
| Título                    | Club (*)             | Sede    | Año  |
| ------------------------- | -------------------- | ------- | ---- |
| Copa Africana de Naciones | Selección de Senegal | Camerún | 2021 |

(*) Incluyendo la selección.